# Gródecka
Gródecka (ukr. Городоцька, Gorodoćka; ros. Городоцкая) – przystanek kolejowy we Lwowie, w obwodzie lwowskim, na Ukrainie. Leży na linii Lwów – Czerniowce.
Nazwa pochodzi od przebiegającej w pobliżu ulicy Gródeckiej.